# زاك توماس (لاعب كرة قدم أمريكية)
زاك توماس (بالإنجليزية: Zach Thomas)‏ هو لاعب كرة قدم أمريكية أمريكي، ولد في 8 سبتمبر 1960 في كوكاو في الولايات المتحدة.

## وصلات خارجية
- زاك توماس على موقع مرجع كرة القدم المحترفة.كوم (الإنجليزية)